# منطقه مهم پرندگان

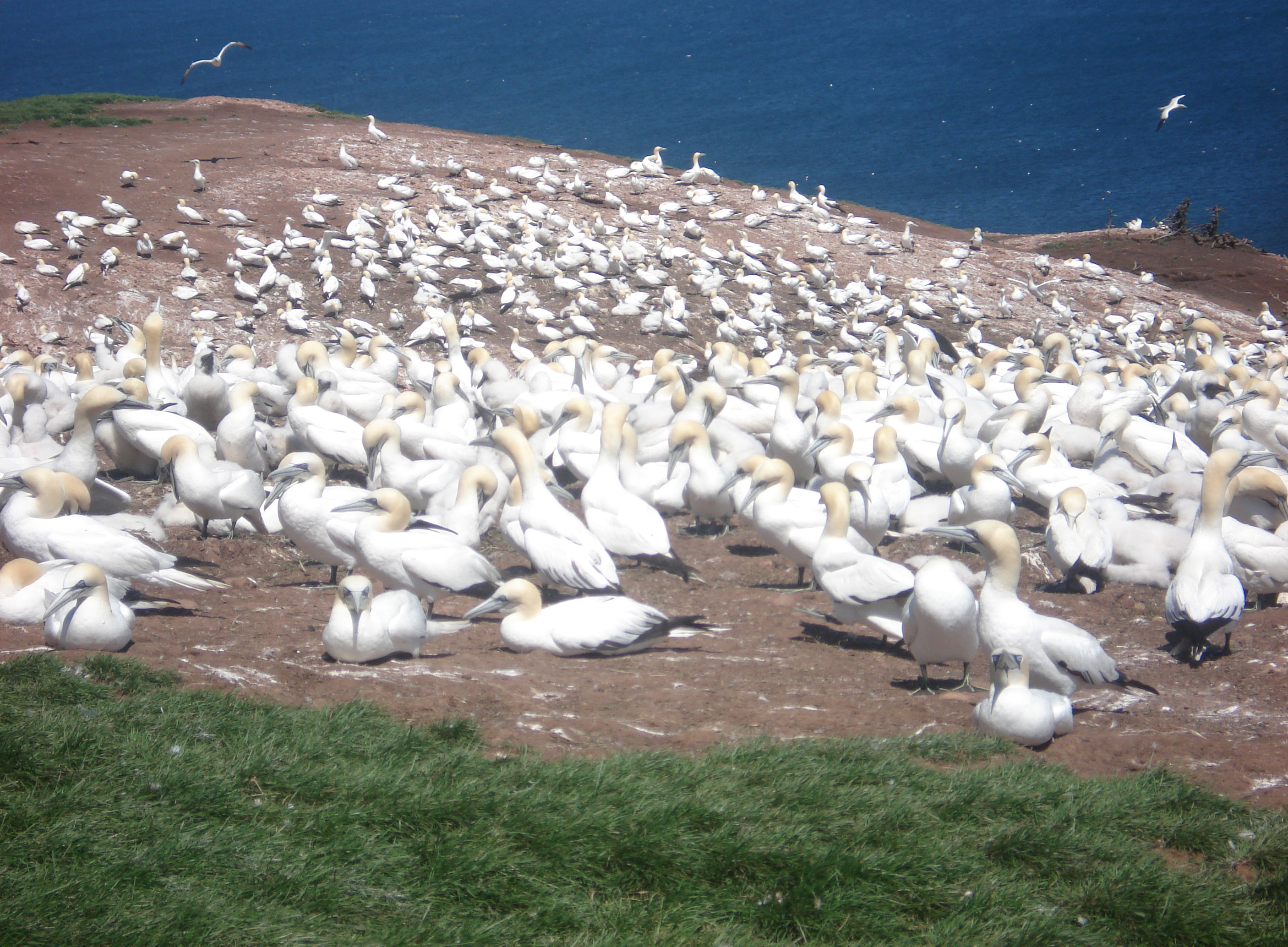
یک منطقه مهم پرندگان در کانادا

منطقه مهم پرندگان یا ناحیه مهم پرندگان یا مناطق مهم حفاظت از پرندگان و تنوع زیستی (انگلیسی: Important Bird Area) یا (IBA) منطقه‌ای است که با استفاده از مجموعه معیارهای توافق شدهٔ بین‌المللی به عنوان داشتن اهمیت جهانی برای حفاظت از جمعیت پرندگان شناسایی شده‌است.
سایت‌های IBA توسط انجمن جهانی پرندگان شناسایی شده و توسعه یافته‌اند. بیش از ۱۳۰۰۰ منطقهٔ IBA در سراسر جهان وجود دارد.این سایت‌ها به اندازه‌ای کوچک هستند که به‌طور کامل حفاظت شوند و از نظر ویژگی، زیستگاه یا اهمیت پرنده‌شناسی با زیستگاه اطراف متفاوت هستند. در ایالات متحده این برنامه توسط انجمن ملی Audubon اداره می‌شود.
معمولاً IBAها بخشی از شبکهٔ منطقهٔ حفاظت شده موجود یک کشور را تشکیل می‌دهند، و بنابراین تحت قوانین ملی محافظت می‌شوند. شناسایی و حمایت قانونی از IBAهایی که در مناطق حفاظت شده نیستند در کشورهای مختلف متفاوت است. برخی از کشورها دارای استراتژی ملی حفاظت از IBA هستند، در حالی که در برخی دیگر حفاظت کاملاً وجود ندارد.

## تاریخچه
در سال ۱۹۸۵، به دنبال یک درخواست ویژه از جامعه اقتصادی اروپا، انجمن جهانی پرندگان فهرستی از مکان‌هایی را تهیه کرد که باید در اولویت قرار گیرند. در سال ۱۹۸۹، مجموعه‌ای از IBAهای اروپا منتشر شد.
در ابتدا نام رسمی این نوع سایت، منطقه مهم پرندگان بود، از این رو مخفف آن IBA بود، سپس در کنگره جهانی پرندگان که در کانادا در سال ۲۰۱۴ برگزار شد، تصمیم گرفته شد که نام منطقه مهم پرندگان و تنوع زیستی را بدون تغییر نام اختصاری انتخاب کنند.

## معیارها
IBAها توسط مجموعه‌ای از معیارهای مورد توافق بین‌المللی تعیین می‌شوند. آستانه‌های ویژهٔ IBA توسط سازمان‌های حاکم منطقه‌ای و ملی تعیین می‌شود. برای اینکه یک سایت در فهرست IBA قرار گیرد، لازم است که دست کم یکی از معیارهای رتبه‌بندی زیر را داشته باشد:
- A1. گونه‌های در معرض تهدید جهانی
- A2. گونه‌های دارای دامنه پراکنش محدود
- A3. گونه‌های محدود به بیوم
- A4. تجمعات (Congregations) پرندگان آبزی، دریایی یا پرندگان مهاجر